# Скатертина Уляма

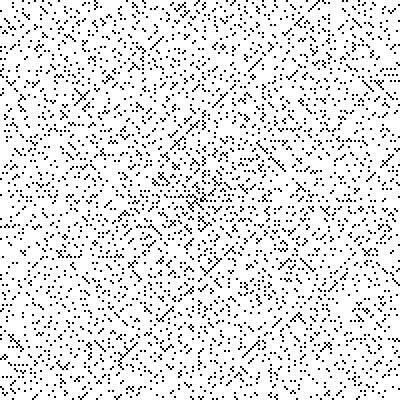
Скатертина Уляма розміру 200×200

Скатертина Уляма — названа на честь Станіслава Уляма спіраль чисел натурального ряду, на якій відзначені клітини, що відповідають простим числам.

## Історія відкриття
Скатертина Уляма була відкрита випадково в 1963 році — один раз математику довелося бути присутнім на дуже довгій і нудній доповіді. Щоб розважитися, він накреслив на листку паперу вертикальні і горизонтальні лінії, щоб зайнятися складанням шахових етюдів. Але замість цього він став нумерувати клітини: в центрі поставив одиницю, а потім, рухаючись по спіралі, двійку, трійку тощо.
При цьому він машинально відзначав прості числа.
Виявилося, що прості числа стали вибудовуватися вздовж діагональних прямих. Це зацікавило Уляма, і пізніше він разом з Майроном Л. Стейном і Марком Б. Уеллсом продовжив це дослідження на ЕОМ MANIAC II Лос-Аламоської лабораторії, використавши магнітну стрічку, на якій були записані 90 млн простих чисел..

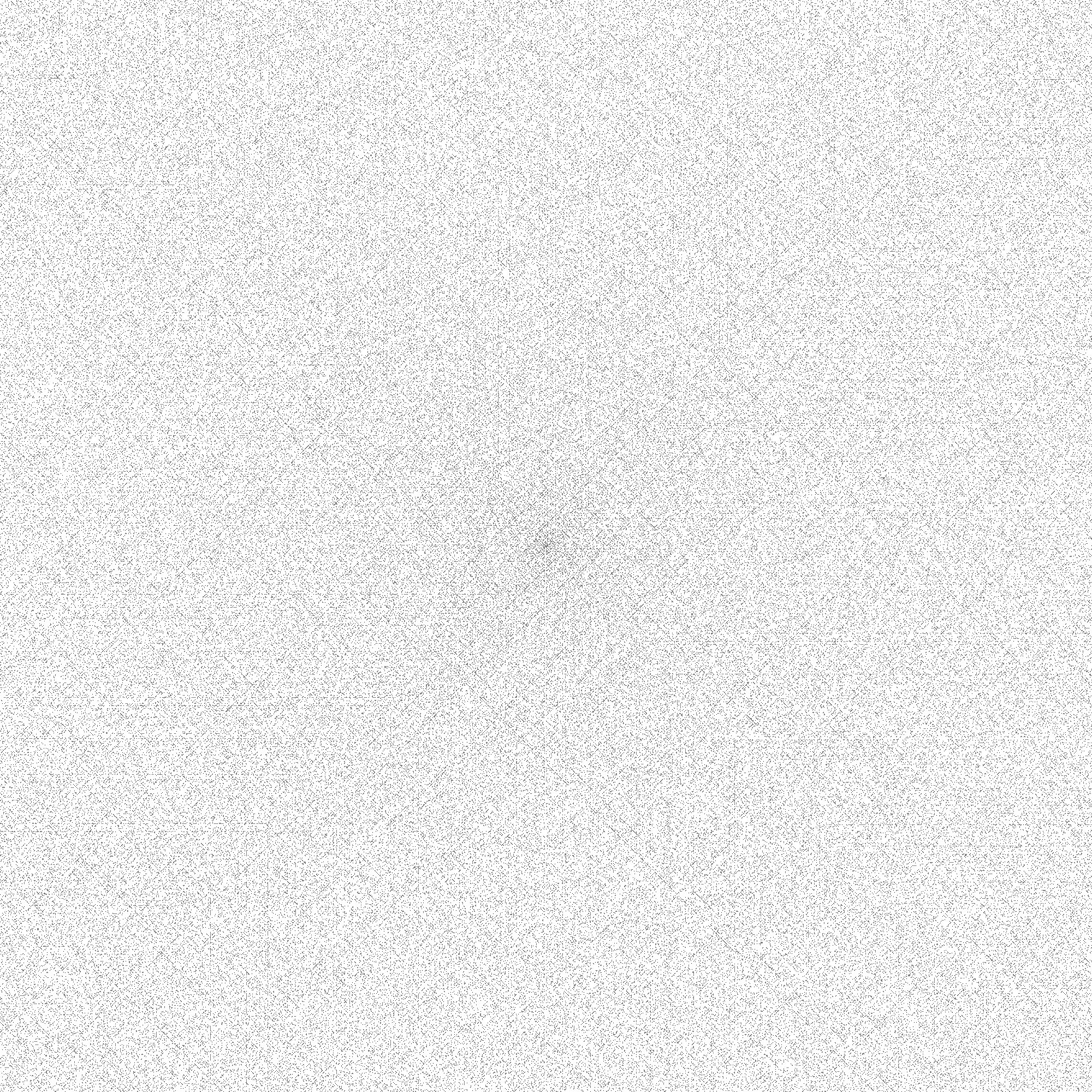
Скатертина Улама 2000x2000

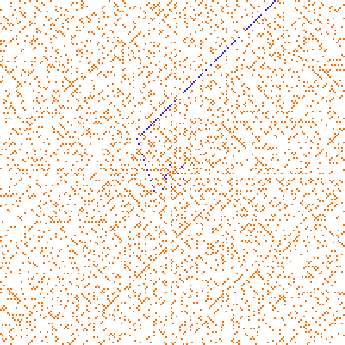
Прості числа, представимі у вигляді многочлена 4x^{2} − 2x+ 41 (многочлен Ейлера) на малюнку позначені синім кольором.